# Diglossa
Diglossa és un gènere d'ocells de la família dels tràupids (Thraupidae).

## Taxonomia
Segons la Classificació del Congrés Ornitològic Internacional (versió 14.2, 2024) aquest gènere està format per 18 espècies:
- Punxaflors ullgroc (Diglossa glauca Sclater, PL & Salvin, 1876)
- Punxaflors blavós (Diglossa caerulescens Sclater, PL, 1856)
- Punxaflors emmascarat (Diglossa cyanea Lafresnaye, 1840)
- Punxaflors anyil (Diglossa indigotica Sclater, PL, 1856)
- Punxaflors rovellat (Diglossa sittoides d'Orbigny & Lafresnaye, 1838)
- Punxaflors plumbi (Diglossa plumbea Cabanis, 1861)
- Punxaflors de ventre canyella (Diglossa baritula Wagler, 1832)
- Punxaflors de bigotis (Diglossa mystacalis Lafresnaye, 1846)
- Punxaflors setinat (Diglossa lafresnayii Boissonneau, 1840)
- Punxaflors ventre-rogenc (Diglossa gloriosissima Chapman, 1912)
- Punxaflors dels tepuis (Diglossa duidae Chapman, 1929)
- Punxaflors gros (Diglossa major Cabanis, 1849)
- Punxaflors de Veneçuela (Diglossa venezuelensis Chapman, 1925)
- Punxaflors de flancs blancs (Diglossa albilatera Lafresnaye, 1843)
- Punxaflors carboner (Diglossa carbonaria d'Orbigny & Lafresnaye, 1838)
- Punxaflors gorjanegre (Diglossa brunneiventris Lafresnaye, 1846)
- Punxaflors de Mérida (Diglossa gloriosa Sclater, PL & Salvin, 1871)
- Punxaflors negre (Diglossa humeralis Fraser, 1840)

Les quatre primeres espècies s'incloïen al gènere Diglossornis.